# King Kong (1976)
King Kong ist ein US-amerikanischer Abenteuer-, Horror- und Fantasyfilm von John Guillermin aus dem Jahr 1976. Der Film ist eine Neuverfilmung von King Kong und die weiße Frau aus dem Jahr 1933.

## Handlung
Ein Schiff der Ölgesellschaft Petrox macht sich unter Leitung von Fred Wilson auf den Weg zu einer einsamen Insel im Südpazifik, um neue Ölvorkommen zu erschließen. Der Paläontologe Jack Prescott versteckt sich im Schiff, weil er auf der Insel die Existenz eines Riesenaffen vermutet. Während der Fahrt gerät das Schiff in einen Sturm und empfängt den Notruf eines sinkenden Schiffs.
Fred Wilson teilt der versammelten Mannschaft mit, dass er auf der Insel eine riesige Menge Öl vermutet, welche die Ursache für die Wolke sei, in der die Insel seit Jahrzehnten gehüllt ist. Jack Prescott gibt sich zu erkennen und führt die Entstehung der Wolke auf den Atem von Tieren zurück. Er berichtet von diversen Legenden, die von einer Kreatur – „die den Himmel berührt“ – handeln. Wilson hält Prescott für den Spion einer Konkurrenzfirma und lässt ihn in die Arrestzelle bringen.
Während Prescott in seine Zelle geführt wird, entdeckt er ein auf dem offenen Meer treibendes Gummiboot. Darin befindet sich eine junge Frau; es handelt sich um Dwan, die einzige Überlebende des Schiffs, das während des Sturms den Notruf ausgesendet hatte.
Auf der Insel gehen Wilson, Prescott, Dwan sowie der Geologe Bagley mit Mannschaftsmitgliedern an Land. Auf ihrer Erkundungstour entdecken sie das Lager eines Eingeborenenstammes, das von einer riesigen Mauer umgeben ist. Sie schleichen sich in das Lager und beobachten eine Zeremonie, bei der ein Eingeborener in Affenmaske um eine junge Frau herumtanzt. Jack interpretiert die riesige Mauer als Schutzwall gegen das Ungetüm und die Zeremonie als Darstellung der Opferung einer Jungfrau an den von den Eingeborenen als Gottheit verehrten Riesenaffen. Plötzlich wird die Gruppe vom Affendarsteller entdeckt. Dieser ist wütend, da die Zeremonie gestört wurde, und fordert die Übergabe von Dwan, um sie als Nächstes an den Affengott zu opfern. Als die Gruppe ablehnt, wird sie von den Eingeborenen angegriffen, kann diese aber durch Schüsse in die Luft abwehren und flüchten.
In der folgenden Nacht paddeln Eingeborene zum Expeditionsschiff und entführen Dwan. Jack, der sich in der Zwischenzeit in Dwan verliebt hat, macht sich auf die Suche nach ihr. Es findet ein Opferungszeremoniell statt, bei dem Dwan zwischen zwei Baumstämme gebunden wird. Aus dem Wald tritt der Riesenaffe Kong hervor und nimmt Dwan als Opfergabe mit. Im Folgenden behandelt er sie wie seine Braut.
Als Wilson vom Geologen Bagley erfährt, dass das auf der Insel gefundene Öl für eine industrielle Verwertung erst 10.000 Jahre reifen muss, beschließt er, statt des ursprünglich geplanten Öls den Riesenaffen nach Hause mitzunehmen und als Werbeattraktion zu vermarkten. Wilson befiehlt, im Lager eine Falle für Kong zu bauen, um diesen betäuben und auf das Schiff bringen zu können.
Auf der Suche nach Dwan überqueren Jack und seine Begleiter eine Schlucht, die von einem Baumstamm überbrückt wird. Dabei werden sie von Kong überrascht, der die Männer von dem Baumstamm in die Schlucht wirft; nur Jack und ein weiteres Mitglied des Suchtrupps überleben. Jack findet Dwan und Kong in einer Ebene, in der sich zwei nebeneinander stehende Felsen befinden. Plötzlich werden sie von einer Riesenschlange überrascht. Während Kong gegen die Schlange kämpft, läuft Jack zu Dwan und flüchtet mit ihr. Als Kong Dwans Fehlen bemerkt, folgt er ihr und ihrem Retter bis zum Lager des Expeditionsteams. Dort wird er vom vorbereiteten Chloroform betäubt.
Auf dem Heimweg nach New York City macht Prescott Wilson schwere Vorwürfe wegen dessen Vorgehen. In New York findet eine groß angelegte Werbeveranstaltung für Petrox statt, bei der „King Kong“ in einem Käfig als Attraktion vorgeführt wird. Dabei soll die auf der Insel durchgeführte Opferzeremonie nachgespielt werden. Als Dwan von Reportern bestürmt wird, rastet Kong aus und befreit sich aus seinem Käfig. Während der folgenden Massenpanik wird Wilson von Kong durch einen Fußtritt zu Tode gequetscht. Kong macht sich auf die Suche nach Dwan durch die Stadt und hinterlässt dabei Chaos und Zerstörung. Das Militär sperrt alle Brücken nach Manhattan. Dwan und Jack flüchten in eine Bar, doch Kong findet sie und entführt Dwan.
Als Jack beim Anblick des World Trade Centers (1973–2001) an den Doppelfelsen von Kongs Heimatinsel erinnert wird, nimmt er Kontakt mit den Behörden auf und teilt ihnen mit, dass Kong die Zwillingstürme ansteuern werde, weil diese ihn an seine Heimat erinnern. Er rät, dass Hubschrauber dort Stahlnetze auf Kong herablassen sollen, um ihn einzufangen.
In der Tat klettert Kong mit Dwan in der Hand auf das World Trade Center. Einige Soldaten greifen Kong mit Flammenwerfern an. Kong springt mit Dwan auf den Nachbarturm. Kampfhubschrauber nähern sich, und  Jack und Dwan müssen hilflos mit ansehen, wie die Hubschrauber Kong mit Maschinengewehren beschießen, statt ihn mit Stahlnetzen einzufangen. Der schwer verletzte Kong bricht zusammen, stürzt in die Tiefe und stirbt. Reporter und Schaulustige drängeln sich um den toten Riesenaffen, und die Polizei kann die Menschenmenge kaum bändigen. Schließlich findet Jack in dem Gewirr Dwan wieder, die um Kong weint.

## Entstehung
| Figur         | Darsteller       | Deutscher Sprecher |
| ------------- | ---------------- | ------------------ |
| Jack Prescott | Jeff Bridges     | Joachim Kemmer     |
| Dwan          | Jessica Lange    | Joseline Gassen    |
| Fred Wilson   | Charles Grodin   | Wolfgang Pampel    |
| Captain Ross  | John Randolph    | Hans W. Hamacher   |
| Roy Bagley    | René Auberjonois | Harry Wüstenhagen  |
| Boan          | Julius Harris    | Heinz Giese        |
| Joe Perko     | Jack O’Halloran  | Edgar Ott          |
| Carnahan      | Ed Lauter        | Herbert Dubrow     |

Die englische Filmproduktion Hammer hatte sich kurz zuvor an der Verfilmung versucht. Doch erste Testvorführungen verliefen so schlecht, dass man das Projekt aufgab. Teile des Materials wurden in einem Volkswagen-Werbespot verwendet. Ursprünglich sollte die Neuverfilmung wie das Original in den 1930er Jahren spielen. Aus Kostengründen wurde die Geschichte in die Gegenwart verlegt. Roman Polański und Sam Peckinpah lehnten die Regie des Filmes ab.
Barbra Streisand kam in die engere Auswahl für die Rolle der Dwan, während Bo Derek die Rolle ablehnte. Als sich Meryl Streep für eine Rolle im Film vorstellte, wurde sie von de Laurentiis abgelehnt. Angeblich soll sich der Produzent seinem Sohn gegenüber zudem abfällig über sie geäußert haben: „Sie ist hässlich. Warum hast du mir so etwas gebracht?“ Streep verstand die Beleidigung jedoch, da sie seit ihrem Studium am Vassar College fließend Italienisch sprach, und reagierte entsprechend verärgert. De Laurentiis leugnete diese Begebenheit bis zu seinem Tod im Jahr 2010. Mit diesem Film startete Jessica Lange eine erfolgreiche Filmkarriere.
Die Dreharbeiten fanden in Culver City, Kauaʻi, Los Angeles und New York vom 15. Januar bis zum 27. August 1976 statt. Eigens für den Film konzipierte der Italiener Carlo Rambaldi einen mechanischen King Kong, der statt des Menschen im Affenkostüm eingesetzt werden sollte. Im Film zu sehen ist von ihm allerdings weniger als eine Minute: Das Kostüm des Maskenbildners Rick Baker wirkte überzeugender.

## Kritiken
King Kong erhielt ein durchwachsenes Presseecho, was sich auch in den Auswertungen US-amerikanischer Aggregatoren widerspiegelt. So erfasst Rotten Tomatoes ähnlich viele positive wie kritische Besprechungen und ordnet den Film dementsprechend als „Gammelig“ ein. Laut Metacritic fallen die Bewertungen im Mittel „Grundsätzlich Wohlwollend“ aus.

„Die Inszenierung arbeitet zwar […] mit großem Aufwand an Ausstattung und Tricktechnik, aber doch zugleich billig und primitiv. Das bisschen Spannung erreicht [Guillermin] nur dadurch, dass er das längst erwartete Untier erst nach einer Stunde erscheinen lässt.“

„Um der ganzen Sache den richtigen Schwung zu geben, verarschte er (De Laurentiis) das Publikum mit einem Riesenroboter, der […] lediglich für drei Sekunden zu sehen war. […] die Leute strömten ins Kino – und wenn sie herauskamen, warnten sie alle Freunde und Bekannten vor diesem Machwerk. So wurde der Film ein Flop.“

„Originelles Remake.“

„Aufwendiges, in der Durchführung der Story und in der Inszenierung aber eher primitives Remake […] Ein Riesenspektakel im Stil einer Geisterbahn.“

Der Schriftsteller Stephen King schrieb zu den Film im Vergleich zu King Kong und die weiße Frau, dass man ihn getrost vergessen kann. Er zitiert allerdings Dino De Laurentiis, der zu seinem Film anmerkte: „Niemand weint, wenn der weiße Hai stirbt“ und setzte ihn damit in Beziehung zu Mary Shelleys Frankenstein und dessen diversen Verfilmungen. King Kong sei für ihn, zumindest in der ursprünglichen Form, „beinahe eine Karikatur des freundlichen, sterbenden Außenseiters, eine der großen Verschmelzungen von Liebe und Horror, Unschuld und Entsetzen, die emotionale Wirklichkeit, die Mary Shelley in ihrem Roman nur andeutet.“

## Auszeichnungen und Nominierungen
Der Film wurde bei den folgenden Auszeichnungen berücksichtigt:
- 1977: Oscar-Nominierungen in den Kategorien Beste Kamera und Bester Ton; Special Achievement Award für die visuellen Effekte
- 1977: Golden Scroll Special Award
- 1977: BAFTA-Nominierung für das Beste Szenenbild
- 1977: Golden Globe Award in der Kategorie Beste Nachwuchsdarstellerin für Jessica Lange.
- 1978: Goldene Leinwand

## Veröffentlichung und Nachwirkung
Der Film konnte nicht an den Erfolg des Originalfilms anknüpfen und gegenüber einem Budget von 24 Millionen US-Dollar nur rund 52,6 Millionen US-Dollar einspielen.
1978 strahlte der US-Sender NBC den Film erstmals im Fernsehen aus. Gezeigt wurde eine zweiteilige Version von insgesamt über drei Stunden Länge mit zahlreichen erweiterten Szenen.
1986 folgte mit King Kong lebt eine erfolglose Fortsetzung, erneut unter Guillermins Regie.